# Nobels fredspris 2009
Nobels fredspris 2009 blev tildelt USA's præsident Barack Obama "for hans ekstraordinære indsats for at styrke internationalt diplomati og mellemfolkelig samarbejde." Nobelkomitéen offentliggjorde prisvinderen den 9. oktober 2009, en offentliggørelse som kom i kølvandet af Obamas promotering af atomnedrustning, samt hans ønske om at genoprette internationale relationer, hvor han da specielt refererede til den muslimske verden.
Obama er den fjerde i rækken af amerikanske præsidenter som modtager fredsprisen, efter Theodore Roosevelt (1906) og Woodrow Wilson (1919), som modtog prisen da de var siddende præsidenter, og desuden Jimmy Carter (2002) som fik prisen efter afsluttet regering. Obama er for øvrigt den første af disse som har modtaget prisen i løbet af sit første regeringsår.
Obama modtog prisen under Nobelceremonien i Oslo Rådhus den 10. december 2009, hvorpå han holdt en 36 minutter lang takketale. Obama har udtalt at pengeprisen på 10 millioner svenske kroner vil blive doneret til velgørenhed.

## Nomination og offentliggørelse
Der var i alt 205 nominationer for prisen i 2009, som blandt andet inkluderede diverse kinesiske civilrettighedsaktivister, og afrikanske og afghanske politikere. Nobelkomitéens fem medlemmer, alle udpeget af Stortinget har som opgave at udvælge hvem som skal modtage prisen. Komitéens leder er Norges tidligere statsminister Thorbjørn Jagland. Vinderen blev annonceret uden forvarsel den 5. oktober 2009. Annonceringen mødte tidvis stærk kritik, og Jagland blev stærkt kritiseret for at være for tidligt ude med at give prisen til Obama.
Jagland udtalte at prisen ikke blev givet til Obama for noget som muligvis ville ske i fremtiden, men for hvad han har gjort det sidste år. Han fortsatte med at Nobelkomitéen håbede udmærkelsen ville hjælpe på hans fremtidige arbejde.

## Ceremoni og tale
Barack Obama modtog prisen i Oslo Rådhus den 10. december 2009. I en 36-minutters tale skrevet af Obama selv, og korrigeret af hans personlige taleskrivere adresserede han spændingen mellem krig og fred, samt idéen om en "retfærdig krig". Talen blev jævnt over godt modtaget blandt amerikanere på begge sider af det amerikanske politiske spektre. Talen blev karakteriseret som "meget amerikansk", og appellerede i høj grad til den amerikanske befolkning.

## Reaktioner

### I Norge
En rundspørge udført af Synovate på vegne af Dagbladet var 43 % af befolkningen positiv til at give fredsprisen til Obama, mens 38 % mente det var forkert. 19 % havde ingen formening om sagen. Rundspørgen viste at der også var en stor variation i meningerne mellem aldre. Blandt de over 60 år var 58 % for mens kun 31 % var imod. Mens hos de mellem 18 og 29 år var kun 25 % for og 42 % imod.
Der var også delte meninger blandt norske politikere. Statsminister Jens Stoltenberg kaldte tildelingen "velfortjent". Samtidig sagde Siv Jensen, med støtte fra oppositionen at "selv om Obama har taget mange initiativer til fred burde komitéen have ventet til man kunne se resultater". Lederen i Rødt, Torstein Dahle udtalte at "tildelingen af prisen er en skandale", noget han begrundede med Obamas krigsoperationer i Irak og Afghanistan.

### I USA
Tildelingen af prisen blev i vidt omfang oplevet som uventet og kontroversiel i USA. The New York Times kaldte tildelingen "en fantastisk overraskelse". Tildelingen modtog også kritik, da mange mente at Obama ikke havde gjort nok endnu for at sikre verdensfred.

## Billedgalleri
- Barack Obama og fredsprisen
- Barack Obama og fredsprisen